# Clusiodes marginalis
Clusiodes marginalis är en tvåvingeart som beskrevs av Mitsuhiro Sasakawa 1987. Clusiodes marginalis ingår i släktet Clusiodes och familjen träflugor. Inga underarter finns listade i Catalogue of Life.